# Jayden Sawyer
Jayden Sawyer (nascido em 26 de setembro de 1993) é um atleta paralímpico australiano que compete principalmente em provas de arremesso da categoria F38. Sawyer defendeu as cores da Austrália disputando no atletismo dos Jogos Paralímpicos do Rio de Janeiro, em 2016, e encerra a participação sem conquistar medalhas.

## Atletismo
Em 2013, no Campeonato Mundial de Atletismo Paralímpico, realizado em Lyon, na França, Sawyer obteve a medalha de bronze na prova masculina do lançamento do dardo das categorias F37 e F38.